# IX Forte
IX Forte (Devintas Fortas em lituano) é uma fortificação na região administrativa de Šilainiai em Kaunas, Lituânia. É parte da Fortaleza de Kaunas, que foi construída no final do século XIX. Durante a ocupação da Lituânia pela União Soviética, o forte foi utilizado como prisão e estação transitória para prisioneiros sendo transportados para campos de trabalhos forçados. Após a ocupação da Lituânia pela Alemanha Nazista, a edificação foi utilizada como local de execução de judeus e prisioneiros de guerra soviéticos, entre outros.

## História

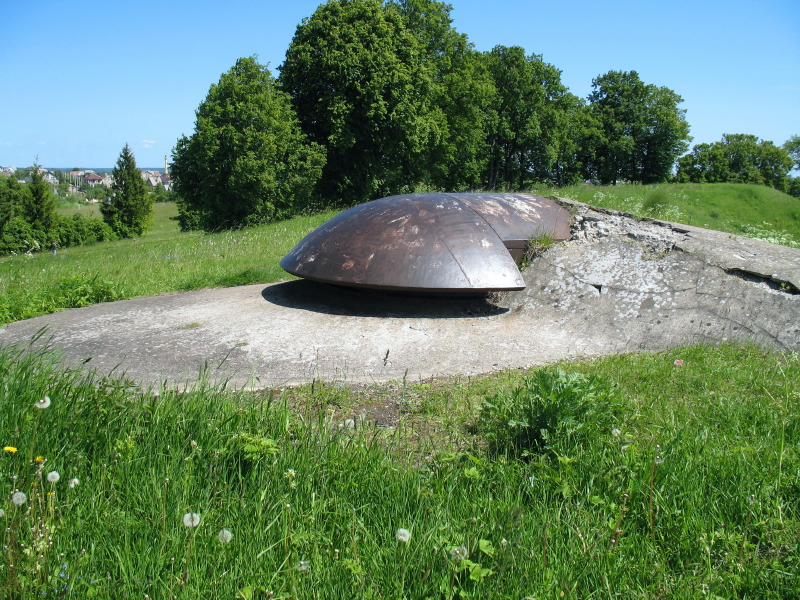
Posto de observação

A cidade de Kaunas foi fortificada no final do século XIX, e por volta de 1890 estava cercada por oito fortes e nove baterias de artilharia. A construção do IX Forte começou em 1902, e foi finalizada às vésperas da Primeira Guerra Mundial. A partir de 1924, o local passou a ser utilizado como a cadeia municipal de Kaunas.
Durante a ocupação soviética da Lituânia entre 1940 e 1941, o IX Forte foi utilizado pela NKVD para deter prisioneiros políticos a caminho de campos de trabalhos forçados na Sibéria.

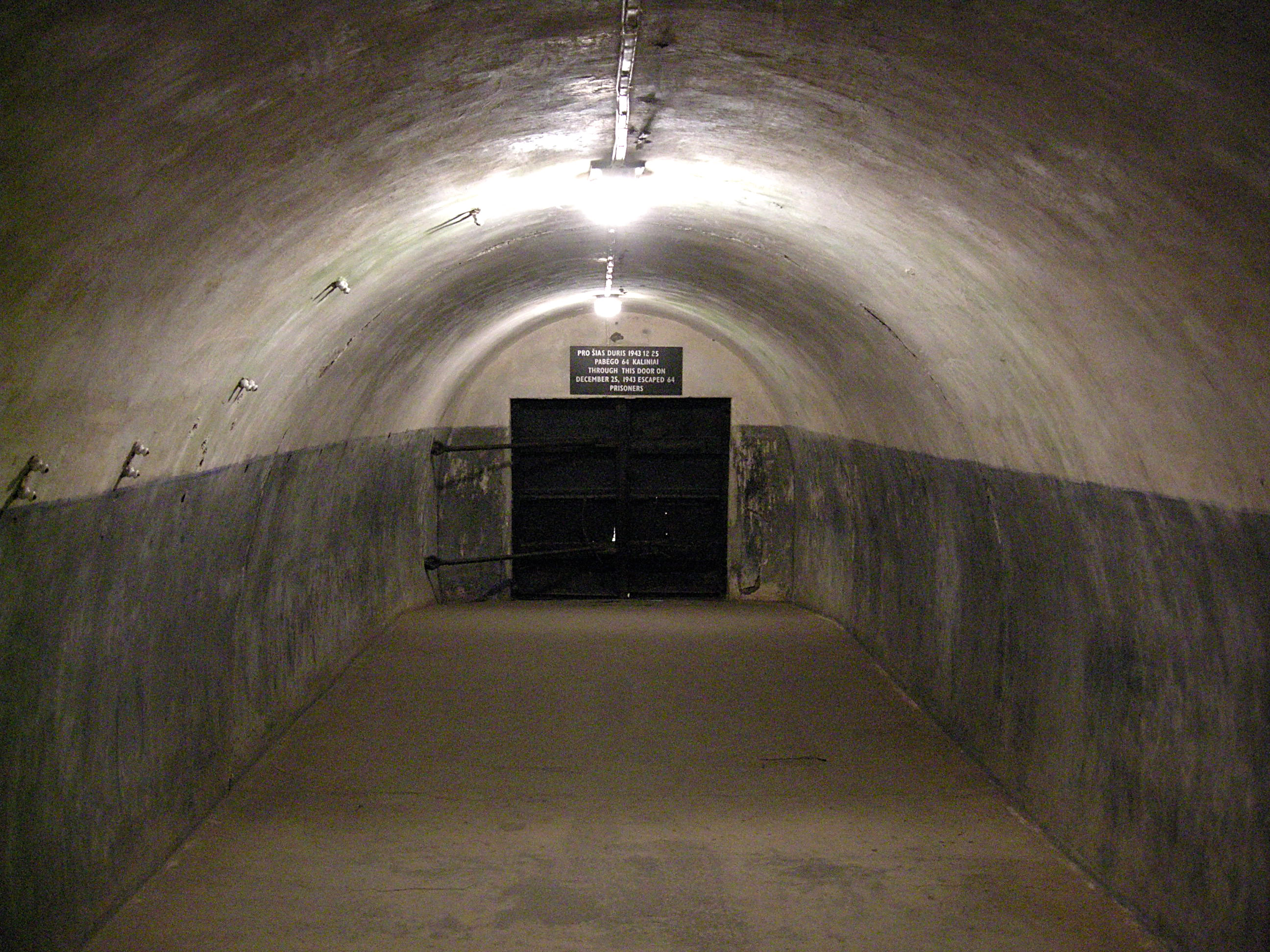
Por esta porta escaparam 64 prisoneiros em 25 de dezembro de 1943

Com a ocupação da Lituânia pelos alemães, o IX Forte passou a ser usado como base para assassinatos em massa. Pelo menos 5,000 judeus lituanos de Kaunas, capturados principalmente no gueto judaico da cidade, foram transportados ao forte e mortos. Além disso, judeus de países como França, Áustria e Alemanha foram trazidos a Kaunas durante a ocupação nazista e também assassinados no IX Forte. Em 1944, enquanto os soviéticos retomavam o controle do país, os alemães liquidaram o gueto e o local então conhecido como "Forte da Morte", dispersando os prisioneiros para outros campos. Após a Segunda Guerra, os soviéticos voltaram a utilizar o IX Forte como prisão, situação mantida durante muitos anos. De 1948 a 1958, fazendas coletivas foram organizadas nos entornos do forte.

## Museu

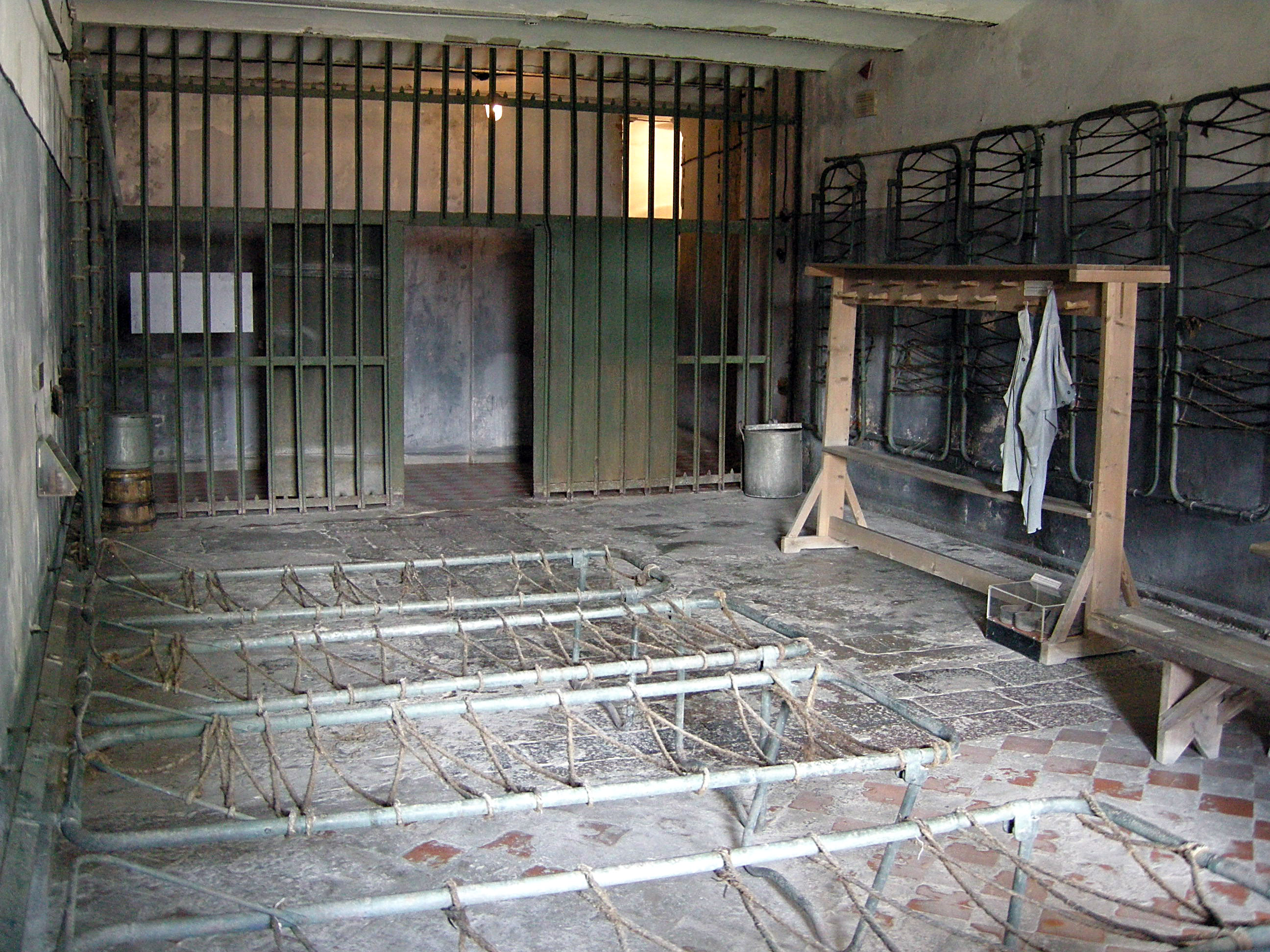
Cela

Em 1958, um museu foi estabelecido no IX Forte. No ano seguinte, a primeira exposição foi preparada em quatro celas, com relatos sobre os crimes de guerra nazistas cometidos na Lituânia. Em 1960, a descoberta, catalogação e investigação forense dos locais de assassinato em massa começaram a ser realizadas como parte do esforço de reunir informações em torno dos crimes.
O museu do IX Forte contém coleções de artefatos históricos relacionados tanto às atrocidades soviéticas quanto os genocídios nazistas, assim como material relacionado à história de Kaunas e ao estabelecimento do forte.
Um memorial em homenagem às vítimas do nazismo foi projetado no IX Forte pelo escultor A. Ambraziunas. Erigido em 1984, o monumento possui 32 metros de altura. A cova coletiva utilizada para o sepultamento das vítimas dos massacres ocorridas no forte é atualmente um gramado, sendo marcado apenas por um simples memorial escrito em diversos idiomas. Nele, lê-se: "Este é o local onde nazistas e seus assistentes assassinaram mais de 30,000 judeus da Lituânia e outros países europeus".